# Falangiotàrbids
Els falangiotàrbids (Phalangiotarbida) són un ordre extint d'aràcnids, els fòssils dels quals s'han trobat des del principi del Devonià a Alemanya i més estesos al Carbonífer superior d'Europa i Amèrica del Nord. L'última espècie és del principi del Permià a Rotliegendof (Alemanya).
Les afinitats d'aquest ordre no estan clares; podríem estar relacionats amb els opilions i/o els àcars. També s'ha proposat que els Phalangiotarbida serien un grup germà dels (Palpigradi+Tetrapulmonata): el tàxon Megoperculata sensu Shultz (1990).
Nemastomoides depressus, descrit com de la família Nemastomoididae, és realment un Phangiotarbid mal conservat.

## Noms
També s'anomena a aquest ordre Phalangiotarbi, segons Petrunkevitch (1955) però és un terme innecessari d'acord amb el Codi Internacional de Nomenclatura Zoològica (ICZN) però ha esdevingut el nom més comú.
Architarbi Petrunkevitch, 1945 és un sinònim.

## Tàxons inclosos
- Anthracotarbidae Kjellesvig-Waering, 1969
- Anthracotarbus Kjellesvig-Waering, 1969
- Anthracotarbus hintoni Kjellesvig-Waering, 1969

- Architarbidae Karsch, 1882
- Architarbus Scudder, 1868
- Architarbus hoffmanni Guthörl, 1934
- (= Opiliotarbus kliveri Waterlot, 1934)
- (= Goniotarbus sarana Guthörl, 1965)
- Architarbus minor Petrunkevitch, 1913
- Architarbus rotundatus Scudder, 1868

- Bornatarbus Rößler & Schneider, 1997
- Bornatarbus mayasii (Haupt in Nindel, 1955)

- Devonotarbus Poschmann, Anderson & Dunlop, 2005
- Devonotarbus hombachensisPoschmann, Anderson & Dunlop, 2005

- Discotarbus Petrunkevitch, 1913
- Discotarbus deplanatus Petrunkevitch, 1913

- Geratarbus Scudder, 1890
- Geratarbus lacoei Scudder, 1890
- Geratarbus bohemicusPetrunkevitch, 1953

- Goniotarbus Petrunkevitch, 1953
- Goniotarbus angulatus (Pocock, 1911)
- Goniotarbus tuberculatus (Pocock, 1911)

- Hadrachne Melander, 1903
- Hadrachne horribilis Melander, 1903

- Leptotarbus Petrunkevitch, 1945
- Leptotarbus torpedo (Pocock, 1911)

- Mesotarbus Petrunkevitch, 1949
- Mesotarbus angustus (Pocock, 1911)
- Mesotarbus eggintoni (Pocock, 1911)
- Mesotarbus hindi (Pocock, 1911)
- Mesotarbus intermedius Petrunkevitch, 1949
- Mesotarbus peteri Dunlop & Horrocks, 1997

- Metatarbus Petrunkevitch, 1913
- Metatarbus triangularus Petrunkevitch, 1913

- Ootarbus Petrunkevitch, 1945
- Ootarbus pulcherPetrunkevitch, 1945
- Ootarbus ovatusPetrunkevitch, 1945

- OrthotarbusPetrunkevitch, 1945
- Orthotarbus minutus (Petrunkevitch, 1913)
- Orthotarbus robustus Petrunkevitch, 1945
- Orthotarbus nyranensis Petrunkevitch, 1953

- Paratarbus Petrunkevitch, 1945
- Paratarbus carbonarius Petrunkevitch, 1945

- Phalangiotarbus Haase, 1890
- Phalangiotarbus subovalis (Woodward, 1872)

- Pycnotarbus Darber, 1990
- Pycnotarbus verrucosus Darber, 1990

- Triangulotarbus Patrick, 1989
- Triangulotarbus terrehautensisPatrick, 1989

- Heterotarbidae Petrunkevitch, 1913
- Heterotarbus Petrunkevitch, 1913
- Heterotarbus ovatus Petrunkevitch, 1913

- Opiliotarbidae Petrunkevitch, 1949
- Opiliotarbus Pocock, 1910
- Opiliotarbus elongatus (Scudder, 1890)

- nomina dubia
- Eotarbus litoralis Kušta, 1888
- Nemastomoides depressus Petrunkevitch, 1913